# Giridih (huyện)
Huyện Giridih là một huyện thuộc bang Jharkhand, Ấn Độ. Thủ phủ huyện Giridih đóng ở Giridih. Huyện Giridih có diện tích 4887 ki lô mét vuông. Đến thời điểm năm 2001, huyện Giridih có dân số 1901564 người.